# Felimare tricolor
Felimare tricolor is een slakkensoort uit de familie van de Chromodorididae. De wetenschappelijke naam van de soort is voor het eerst geldig gepubliceerd in 1835 door Cantraine.